# بی‌ای‌یی گایاس (بی‌یی-۲۱)
بی‌ای‌یی گایاس (بی‌یی-۲۱) (به انگلیسی: BAE Guayas (BE-21)) یک کشتی است که طول آن ۷۸٫۴۰ متر (۲۵۷ فوت ۳ اینچ) می‌باشد. این کشتی در سال ۱۹۷۶ ساخته شد.